# Vali tình yêu
Vali tình yêu là một phim điện ảnh hài lãng mạn tâm lý của Việt Nam do Lê Quang Thanh Tâm và Hoàng Bùi đồng đạo diễn, với phần kịch bản được viết bởi Phan Ngọc Liên. Phim có sự tham gia diễn xuất của Huy Khánh, Kiều Linh, Bạch Công Khanh, Vy Oanh, Tuấn Dũng, Huỳnh Lam Anh, Đông Dương, Châu Minh Chí, Huỳnh Thảo Trang, Hà Kim, Diệp Chấn Thanh, Nguyễn Hoàng Sơn và Nguyễn Tuấn Anh. Vali tình yêu được công chiếu vào ngày 3 tháng 3 năm 2017 bởi Hoàng Thần Tài và Lotte Cinema.

## Nội dung
Mọi chuyện bắt đầu khi Phát (Huy Khánh), một tài xế taxi đang hí hửng chở Nam Phong (Bạch Công Khanh) – một Việt Kiều đẹp trai như “Soái ca” từ sân bay Liên Khương về Đà Lạt thì bất ngờ gặp Nhi (Vy Oanh), một cô gái trẻ đang muốn tự tử. Nam Phong lập tức xuống xe ngăn cản thì bị một nhóm giang hồ xông tới hành hung. Phát hoảng hốt lái xe bỏ chạy.
Sau khi chạy thoát, anh phát hiện trên xe mình còn lại chiếc vali của Nam Phong. Tò mò anh xem thì phát hiện ngăn ngoài của vali có một số tiền nhưng bên trong thì bị khóa chặt. Sau nhiều lần đấu tranh tư tưởng, cuối cùng Phát quyết định cất giữ cái vali và tìm mọi cách mở nó. Sau khi chiếm giữ vali tiền, Phát vội vã giao xe taxi lại cho ca của Bình (ca sĩ kiêm diễn viên Đông Dương), người chạy chung xe taxi với anh và tìm mọi cách mở vali.
Bình sau đó mất tích một cách bí ẩn. Phát không thể nào mở được cái vali nên giấu nó qua một bên. Với số tiền lấy được từ Nam Phong, Phát mua nhiều đồ đạc mới cho ngôi nhà. Trong nhà Phát còn có người em trai tên Tài (Tuấn Dũng) và dì Út Đẹp (Kiều Linh). Tài chính là bạn của Nhi, cô gái hôm trước muốn tự tử.
Phát tìm thấy Nam Phong trong căn nhà hoang trong rừng. Anh vẫn còn sống, đang bị thương và không còn nhớ gì cả. Phát đưa Nam Phong về nhà chăm sóc. Tuy nhiên nhóm giang hồ đã tìm ra nhà của Phát, chúng truy đuổi Nam Phong và dì Út Đẹp ở trong rừng. Hai người phải tìm nơi ẩn náu tạm thời.
Diễm (Huỳnh Lam Anh), cô gái được cho là vợ sắp cưới của Nam Phong, đã rước anh về nhà. Anh cũng không nhớ ra cô là ai, khiến cô đau khổ. Thật ra Diễm đang ngoại tình với Lâm (Châu Minh Chí), cả hai lên kế hoạch chiếm đoạt tài sản của Nam Phong. Lâm cũng chính là người bạn trai phản bội Nhi, làm cô suýt phải tự tử.
Trong một đêm tối, Nam Phong phát hiện Diễm và Lâm đang hẹn hò. Nam Phong lúc này tiết lộ thật ra anh không hề bị mất trí nhớ, từ lâu anh nghi ngờ lòng chung thủy của Diễm nên lên kế hoạch thử lòng Diễm. Anh chính là anh họ của Bình. Lúc đầu anh và Bình cùng với nhóm giang hồ dàn cảnh một vụ đâm chém giữa đường. Nam Phong sau đó giả vờ mất trí nhớ. Anh không ngờ người con gái anh yêu thương lại độc ác như vậy.
Diễm và Lâm phải vào tù. Nam Phong chuẩn bị trở lại nước ngoài, trước khi anh đi, Phát trả lại cái vali cho anh. Phát tò mò hỏi Nam Phong rằng có cái gì bên trong vali. Nam Phong liền tặng cái vali cho Phát và đưa chìa khóa kêu Phát tự mở nó ra xem. Khi Phát mở vali ra thì bên trong chỉ toàn là giấy trắng.

## Diễn viên
- Huy Khánh vai Phát
- Bạch Công Khanh vai Nam Phong
- Vy Oanh vai Nhi
- Huỳnh Lam Anh vai Diễm
- Kiều Linh vai Dì Út Đẹp
- Đông Dương vai Bình
- Tuấn Dũng vai Tài
- Châu Minh Chí vai Lâm
- Hà Kim vai Long
- Nguyễn Hoàng Sơn vai Lân
- Diệp Chấn Thanh vai Quy
- Nguyễn Tuấn Anh vai Phụng
- Huỳnh Thảo Trang vai Cô gái
- Mai Sơn vai Thầy pháp
- Hoàng Mập vai Thợ sửa khóa

## Quay phim
Bộ phim quay tại Đà Lạt với nhiều bối cảnh ấn tượng như bối cảnh Resort 5 sao Bình An, Resort Edensee, Ana Mandara vilas Đà Lạt, khu đèo Mimosa, hồ Tuyền Lâm, chùa Tuyền Lâm, hồ Xuân Hương, rừng thông…

## Nhạc phim
Bài hát "Để cho em khóc" do nhạc sĩ Phúc Trường sáng tác và ca sĩ Vy Oanh trình bày là bài hát chủ đề của Vali tình yêu.